# 유철환
유철환(柳哲桓, 1960년 6월 4일 ~ )은 대한민국의 판사 출신 법조인이며, 제9대 국민권익위원회 위원장이다.

## 생애
신민당 사무총장과 평화민주당 부총재를 지낸 류제연 국회의원의 아들로 충청남도 당진군에서 태어났다. 어릴 때 소아마비를 앓아 지체장애 4급 판정을 받은 뒤 장애인 등 소수자를 돕기 위해 법조인이 되기로 마음 먹고 서울대 법대에 진학했다고 한다.
1982년 24회 사법고시에 합격하여 판사로 임용됐다. 1988년에 사법부 독립과 민주화를 위한 서명운동에 참여하였다. 2007년 서울중앙지법 부장판사로 퇴직한 후 변호사로 활동했다.
2017년 국민의당 안철수 대선 후보 캠프에서 인권특별위원장을 지냈다.
2019년 자유한국당 충남도당 부위원장 겸 법률지원단장 등으로 활동했다.
2024년 윤석열 정부에서 국민권익위원회 위원장으로 임명되었다.

## 학력
- 동성고등학교 졸업
- 서울대학교 법과대학 법학 학사

## 경력
- 제24회 사법시험 합격
- 제14기 사법연수원 수료
- 전주지방법원 판사
- 전주지방법원 군산지원 판사
- 인천지방법원 판사
- 서울민사지방법원 판사
- 서울지방법원 판사
- 서울지방법원 남부지원 판사
- 서울고등법원 판사
- 서울지방법원 판사
- 대구지방법원 포항지원 부장판사
- 수원지방법원 부장판사
- 서울중앙지방법원 부장판사
- 서울특별시 중구 선거관리위원장
- 법률사무소BLS 대표변호사
- 법무법인 한별 대표변호사
- 법무법인 대호 대표변호사
- 법무법인 주원 대표변호사
- 학교법인 문화학원 이사장
- 자유한국당 충남도당 부위원장
- 자유한국당 법률지원단장
- 학교법인 삼일학원 이사장
- 법무법인 로하나 대표변호사
- 국민권익위원회 중앙행정 심판위원
- 2024년 ~ 제9대 국민권익위원회 위원장